# Saint-Maurice-sur-Aveyron
Saint-Maurice-sur-Aveyron är en kommun i departementet Loiret i regionen Centre-Val de Loire strax norr Frankrikes mitt. Kommunen ligger i kantonen Châtillon-Coligny som tillhör arrondissementet Montargis. År 2022 hade Saint-Maurice-sur-Aveyron 842 invånare.

## Befolkningsutveckling
Antalet invånare i kommunen Saint-Maurice-sur-Aveyron
| Referens: INSEE |